# توماس جيمس ريفيس
توماس جيمس ريفيس (بالإنجليزية: Thomas James Reeves)‏ هو عسكري أمريكي، ولد في 9 ديسمبر 1895 في Thomaston, Connecticut ‏ في الولايات المتحدة، وتوفي في 7 ديسمبر 1941 في بيرل هاربر في الولايات المتحدة بسبب اختناق.